# Distrikt Sama
Der Distrikt Sama liegt in der Provinz Tacna in der Region Tacna im äußersten Südwesten von Peru. Der Distrikt hat eine Fläche von 1115,98 km². Beim Zensus 2017 wurden 3.227 Einwohner gezählt. Im Jahr 1993 lag die Einwohnerzahl bei 2.017, im Jahr 2007 bei 2.387. Sitz der Distriktverwaltung ist Las Yaras, am Westufer des Río Sama 4 km nördlich der Nationalstraße 1S (Panamericana) gelegen. 
Der Distrikt Sama liegt im Südwesten der Provinz Tacna. Er hat eine Längsausdehnung in NO-Richtung von 40 km sowie eine Breite von etwa 30 km. Die Panamericana bildet die nördliche Distriktgrenze. Der Distrikt erstreckt sich über einen etwa 36 km langen Abschnitt der Pazifikküste. Der Distrikt Sama besteht fast ausschließlich aus Wüste. Lediglich entlang dem Flusslauf des Río Sama wird bewässerte Landwirtschaft betrieben. Der Distrikt Sama grenzt im Westen an die Provinz Jorge Basadre, im Norden an den Distrikt Inclán sowie im Osten an den Distrikt Tacna.